# بانتی سری
بانتی سری (خمر: បន្ទាយស្រី، Banteay Srei) معبدی از قرن دهم میلادی در کامبوج است که به خدایان هندو شیوا و پارواتی اختصاص یافته است. این معبد در منطقه انگکور، در نزدیکی تپه پنوم دی، در شمال شرقی معابدی که زمانی متعلق به پایتخت‌های قرون وسطایی یاوشوداراپورا و انگکور تام بودند؛ واقع شده است.
بانتی سری عمدتاً از ماسه‌سنگ قرمز ساخته شده است؛ که این ماده با حکاکی‌های تزئینی ظریف دیوارها که هنوز هم قابل مشاهده‌اند؛ سازگاری دارد. خود ساختمان‌ها از نظر مقیاس، به‌طور غیرمعمولی کوچک هستند؛ به‌ویژه زمانی که با استانداردهای ساخت و ساز آنگکوری اندازه‌گیری می‌شوند. این عوامل باعث شده است که این معبد در میان گردشگران بسیار محبوب باشد و به عنوان جواهر هنر خمر مورد تحسین قرار گیرد.

## نگارخانه
- بانتی سری (ارگ زنان) نام امروزی معبد خمری قرن دهم میلادی است که در اصل به خدای شیوا تعلق دارد.[۳]